# Klaus Hasselmann
Klaus Ferdinand Hasselmann (Amburgo, 25 ottobre 1931) è un climatologo, fisico e meteorologo tedesco noto per i suoi studi pionieristici sull'utilizzo dei computer per le simulazioni climatiche.
Nel 2021 ha ricevuto il premio Nobel per la fisica (assieme a Syukuro Manabe e separatamente da Giorgio Parisi) "per la modellizzazione fisica del clima terrestre, quantificando la variabilità e prevedendo in modo affidabile il riscaldamento globale". Si trattò in particolare della prima assegnazione di tale premio per argomenti legati alla climatologia, e in generale alla geofisica.

## Biografia
Il padre di Hasselmann, Erwin (1903-1994), era un economista, giornalista ed editore, politicamente attivo per il Partito Socialdemocratico di Germania (SPD) dal 1920. A causa dell'attività del padre nell'SPD, la famiglia emigrò nel Regno Unito a metà del 1934 all'inizio dell'era nazista per sfuggire al regime repressivo e alla persecuzione dei socialdemocratici, e Klaus Hasselmann crebbe nel Regno Unito dall'età di due anni. Vivevano a Welwyn Garden City a nord di Londra e suo padre lavorava come giornalista nel Regno Unito. Sebbene gli Hasselmann non fossero ebrei, vivevano in una comunità affiatata di emigranti tedeschi per lo più ebrei e ricevevano assistenza dai quaccheri inglesi quando arrivarono nel paese.
Klaus Hasselmann frequentò la Elementary and Grammar School a Welwyn Garden City. Hasselmann ha detto che "mi sentivo molto felice in Inghilterra" e che l'inglese è la sua prima lingua. I suoi genitori tornarono ad Amburgo nel 1948, ma Klaus rimase in Inghilterra per finire gli studi. Nell'agosto del 1949, all'età di quasi diciotto anni, si trasferì anche lui ad Amburgo per frequentare l'istruzione superiore. Dopo un corso pratico di ingegneria meccanica dal 1949 al 1950, si iscrisse all'Università di Amburgo nel 1950 per studiare fisica e matematica.

## Vita privata
Klaus Hasselmann è sposato con Susanne Hasselmann (nata Barthe) dal 1957, anch'ella meteorologa, con la quale ha più volte lavorato. Hanno tre figli.

## Carriera accademica e ricerche
Klaus Hasselmann si è laureato in fisica e matematica all'Università di Amburgo nel 1955 con una tesi sulla turbolenza isotropa. Ha poi ottenuto nel 1957 il dottorato in fisica all'Università di Gottinga e all'Istituto Max Planck di Fluidodinamica (oggi Istituto Max Planck per la Dinamica e l'Autorganizzazione). La sua tesi riguardava un metodo per la determinazione della riflessione e rifrazione di onde d'urto arbitrarie di piccola lunghezza d'onda all'interfaccia fra due mezzi. Nel 1963 ha conseguito l'Habilitation. È stato assistente professore all'Università di Amburgo dal 1957 al 1961, e poi allo Scripps Institution of Oceanography dell'Università della California a San Diego. Dal 1966 è stato poi professore di geofisica presso l'Università di Amburgo, con altri brevi periodi all'Università di Cambridge e alla Woods Hole Oceanographic Institution, e infine, dal 1975 al 1999, direttore dell'Istituto Max Planck di Meteorologia.
Hasselmann ha pubblicato articoli sulla dinamica del clima, processi stocastici, onde marine, controllo remoto e altro. La sua fama in oceanografia è dovuta principalmente a un gruppo di articoli riguardanti le interazioni non lineari nelle onde marine, nei quali adattò il formalismo dei diagrammi di Feynman alle onde casuali classiche. In seguitò si accorse che simili tecniche venivano già utilizzate dai fisici del plasma, e che di fatto aveva riscoperto alcuni risultati di Rudolf Peierls riguardanti la diffusione del calore nei solidi ad opera di interazioni non lineari fra fononi.
Nel campo della climatologia, è famoso per aver introdotto nel 1976 un modello stocastico noto come modello di Hasselmann, in cui le fluttuazioni casuali del clima sono descritte da un processo di Wiener. Nello studio del riscaldamento globale, è l'autore che ha ricevuto più citazioni per pubblicazione dal 1991 al 2001. In particolare, ha sviluppato dei metodi su come distinguere in modo scientifico gli effetti dei fenomeni naturali da quelli antropici sul clima, cruciali per riconoscere la natura antropogenica del fenomeno. È anche stato anche uno dei contributori dei primi tre rapporti di valutazione dell'IPCC sul cambiamento climatico (nel 1990, 1995 e 2001).

## Premi e riconoscimenti
- Medaglia Sverdrup dell'American Meteorological Society nel 1971
- Medaglia Symons della Royal Meteorological Society nel 1997
- Medaglia Bjerknes dell'European Geophysical Society nel 2002
- BBVA Foundation Frontiers of Knowledge Awards nel 2010
- Premio Nobel per la fisica nel 2021